# Slezský odboj

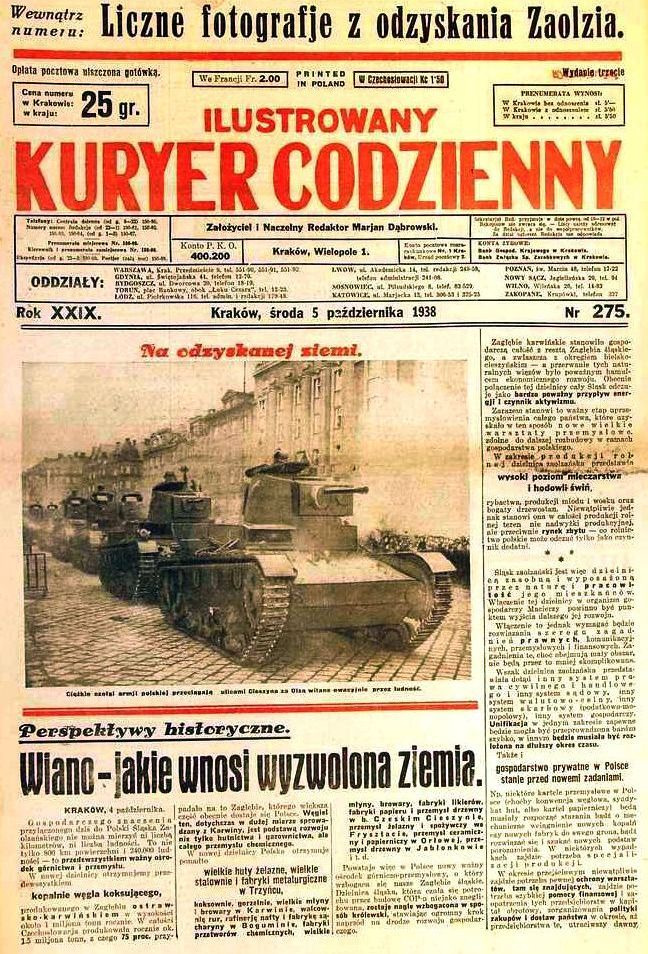
Titulní strana polského deníku Ilustrowany Kuryer Codzienny z 5. října 1938, ukazující vstup polských vojsk do Českého Těšína (přejmenovaného na Cieszyn Zachodni - Západní Těšín)

Slezský odboj bylo české odbojové hnutí, které vzniklo v roce 1938 jako reakce na vojenské obsazení a anexi východní části československé části Těšínska Polskem. Netvořilo jednu organizaci, ani jednolité hnutí. Jeho součástí byly skupiny, zaměřující se na protipolskou agitaci, i ozbrojené bojůvky, provádějící ozbrojené útoky na polské cíle.
Za Slezský odboj se někdy označuje též odbojové hnutí na územích československého Slezska, obsazených Německem na základě Mnichovské dohody, zejména organizace Obrana Slezska, působící na Opavsku.

## Vznik a činnost
České obyvatelstvo se nechtělo smířit s obsazením východní části československého Těšínska Polskem. Po překonání počátečního šoku se vzedmula v sousedících částech zbytku Československa vlna protipolské propagandy v tisku, byly kolportovány protipolské letáky a zprovozněna tajná radiostanice „Finis Poloniae“ (latinsky Konec Polska, umístěná pravděpodobně v Radvanicích), vyzývající k odporu proti okupantům ve všech dostupných formách.
Slezský odboj vznikl zprvu s cílem obhajoby českých zájmů na zabraném území, včetně péče o vyhoštěné osoby a organizační přípravy předpokládaného (a nakonec neuskutečněného) plebiscitu. Nebyl jednou organizací, ani jednolitým hnutím.
Vedle skupin vydávajících a šířících protipolské letáky byly částí Slezského odboje posléze i ozbrojené nacionalistické bojůvky, které od přelomu října a listopadu 1938 začaly provádět násilné akce a teroristické útoky proti polským cílům (konkrétně proti polským národoveckým pracovníkům, polské armádě a polské policii) na obsazeném území, provokovaly incidenty na nově stanovené československo-polské hranici a tuto hranici ostřelovaly. Některé části těchto bojůvek přecházely od nacionalismu až k fašistickým pozicím, jiné postupně splývaly s českým vojenským odbojem.
Vedení Slezského odboje bylo v Moravské Ostravě. Členové bojůvek se rekrutovali především z uprchlíků z Poláky obsazeného území.

## Polská reakce
Polská okupační správa na aktivity Slezského odboje reagovala podstatným posílením ozbrojených složek (v prosinci 1938 bylo na obsazené území vysláno dalších 80 policistů a 15 zpravodajců, policejním jednotkám bylo přiděleno 15 služebních psů), vytvořením sítě zpravodajců a konfidentů, masovým propouštěním českého obyvatelstva z práce a jeho dalším vypovídáním z obsazeného území. Jen v prosinci 1938 bylo do zbytku Československa z Polskem obsazeného území deportováno 450 osob. 21. ledna 1939 bylo po útoku na polskou pohraniční hlídku u Oldřichovic do 24 hodin vypovězeno z polského záboru 500 Čechů.

## Německá okupace
Po obsazení zbytku Československa Německem 15. března 1939 se Slezský odboj zapojil do boje proti německé okupaci a aktivně se účastnil organizování ilegálních přechodů hranic z protektorátu do Polska.